# Mechit Buttress
Mechit Buttress  (englisch; bulgarisch рид Мечит rid Metschit) ist ein gebirgskammähnlicher, vereister und 1800 m hoher Berg an der Danco-Küste des Grahamlands auf der Antarktischen Halbinsel. Er ragt 4,65 km südöstlich von The Downfall und 2,9 km südlich des Bacho Kiro Peak zwischen dem Moser-, dem Woodbury- und dem Montgolfier-Gletscher auf. Mit dem südöstlich liegenden Forbidden Plateau ist er über einen Bergsattel verbunden.
Britische Wissenschaftler kartierten ihn 1980. Die bulgarische Kommission für Antarktische Geographische Namen benannte ihn 2012 nach einem Berg im Rilagebirge in Bulgarien.